# Дашковы (князья)
Да́шковы — русский княжеский род из числа смоленских князей, Рюриковичи, угасший в 1807 году.
Род внесён в Бархатную книгу. При подаче документов в 1686 году, для внесения рода в Бархатную книгу, была предоставлена родословная роспись князей Дашковых.
Усыпальницей князей Дашковых служил соборный храм Новоспасской обители на берегу Москвы-реки.

## Происхождение и история рода
Последний смоленский удельный князь, Александр Святославич (XVII колено от Рюрика) по прозванию Дашек, был младшим братом известного великого князя Юрия Святославича. После взятия Смоленска войсками великого князя Витовта в 1404 году бежал в Московское княжество, где и умер через 4 года, оставив сына князя Михаила Александровича по прозвищу Зьяло, родоначальника князей Зьяловых.
Он имел сына Дмитрия Михайловича по прозванию Дашко (Дашка).

От него-то и происходит немногочисленный княжеский род Дашковых, в допетровское время не очень заметный на службе и не занимавший должностей выше окольничего.
- Князь Семён Дмитриевич Дашков — наместник и воевода во времена правления Ивана Грозного.
- Князь Андрей Дмитриевич Дашков, внук Михаила Зьяло, московский сын боярский и воевода.
- Князь Иван Дмитриевич Дашков, внук Михаила Зьяло, воевода Ливонской войны, наместник Новосиля, казнён в 1568 году.
  - Князь Андрей Иванович Дашков (?—1588) — голова и воевода во времена правления Ивана Грозного и Фёдора Ивановича.
    - Князь Иван Андреевич Дашков — воевода во времена правления Михаила Фёдоровича.
      - Князь Иван Иванович Дашков, правнук предыдущего, судья Разбойного приказа, в 1685 г. пожалован в окольничии.
        - Княжна Ульяна Ивановна, дочь предыдущего, «верховная боярыня и мама» царевичей Семёна и Петра Алексеевичей; жена князя И. В. Голицына
        - Князь Пётр Иванович Дашков, брат предыдущей, стольник, женат на Софье Леонтьевне Лопухиной
          - Князь Иван Петрович Дашков (1694—1743), сын предыдущего, капитан Преображенского полка. Первыми двумя браками женат на Елене Дмитриевой-Мамоновой и княжне Евдокии Кольцовой-Мосальской. Укрепил своё положение в обществе женитьбой на богатой наследнице Анастасии Леонтьевой — дочери генерал-аншефа М. И. Леонтьева, внучатой племяннице князя А. Д. Меншикова, двоюродной сестре братьев Паниных.
            - Князь Михаил Иванович Дашков (1736-64), сын предыдущего от третьего брака, бригадир, умер ещё молодым во время польской кампании; женат на графине Екатерине Романовне Воронцовой (1743—1810), которая с 1783 г. возглавляла Петербургскую академию наук и вообще была самой известной носительницей этой фамилии.
              - Князь Павел Михайлович Дашков (1763—1807), единственный сын предыдущего, последний представитель рода; генерал-лейтенант, киевский военный губернатор (1798), московский губернский предводитель дворянства (с 1802). Детей от брака с купеческой дочерью Анной Алфёровой не оставил; его внебрачные дети носили фамилию Щербинины (среди них историк М. П. Щербинин).

По совету матери княгини Екатерины Романовны, последний бездетный князь Павел Михайлович Дашков объявил наследником родовых имений, включая Троицкое на Протве, её внучатого племянника, графа Ивана Илларионовича Воронцова, которому было высочайше дозволено императором Александром I именоваться графом Воронцовым-Дашковым. Его потомки — также Воронцовы-Дашковы — не происходят, таким образом, от князей Дашковых даже хотя бы и по женской линии.

### ПрозвищеДашко
Тюрколог Н. А. Баскаков, в связи с тем, что дворянский род Дашковы происходит от выходца из Золотой орды — «мужа честна» Дашека, а также имеющихся общих элементов в геральдических знаках обоих родов тюркской эмблемы, часто встречающейся в русской геральдике: «центральный щиток с изображениями креста над полумесяцем и шестиугольной звездой», указывает, что прозвище давшее князьям фамилию произошло от тюркских переносных значений: «возомнивший о себе», «зазнайка», «чванливый», «пылкий нрав» или «дырявый».

#### Однородцы
Фамилия князей Дашковых употреблялась с ударением на первом слоге, а с ударением на втором слоге в дворянском роде Дашковых. Общие геральдические данные, а также последовательность поколений позволяют говорить о едином происхождении фамилий князей и дворян Дашковых, лишь в более позднее время, в связи с различными рода родственными связями и установлением фиксированных родословных древ, фамилия князей Дашковых была выделена в особую ветвь. Однородцами князей Дашковы являются: князья Жижемские, Порховские, Кропоткины, дворяне Всеволожские и Всеволож-Заболоцкие, князья Ярославские.

## Известные представители
- Князь Дашков Дмитрий Михайлович — описывал земли Кашинского уезда (1540).
- Князь Дашков Роман Михайлович — описывал земли Вохонской волости Московского уезда (1543).
- Князь Дашков Семён Дмитриевич — наместник Рыльский (1557), воевода, годовал со своим дядей, князем Иваном Михайловичем в Свияжске (1558).
- Князь Дашков Иван Михайлович — годовал в Свияжске 3-й воеводою (1558).
- Князь Дашков Авксентий Яковлевич — воевода.
- Князь Дашков Андрей Яковлевич — воевода.
- Князь Дашков Пётр Григорьевич — воевода.
- Князь Дашков Андрей Иванович — воевода.
- Князь Дашков Андрей Иванович — 3-й воевода в Астрахани (1565), воевода Ливнах (1587), Ряжске (1588).
- Князь Дашков Иван Андреевич — стольник, воевода в Каргополе (1613—1615), в Брянске (1616—1617), в Галиче (1618—1619), в Торопце (1620), в Самаре (1625—1626), в Царёвосанчурске (1626), в Терках (1628—1629), воевода при защите Арбатских ворот в Москве (1633), московский дворянин (1627-1640).
- Князь Дашков Иван Иванович — стольник (1627-1668), воевода в Вятке (1656—1658), в Алатыре (1663), в Астрахани (1663—1666), в Симбирске (1666—1670), московский дворянин (1671-1677), окольничий (1685-1686).
- Князь Дашков Андрей Иванович — стольник (1671), стольник царицы Натальи Кирилловны (1676), стольник (1677-1692).
- Князь Дашков Пётр Иванович — стольник (1671), стольник царицы Натальи Кирилловны (1676), стольник (1677-1692), судья Провианского приказа (1703).
- Князь Дашков Фёдор Иванович — стольник (1686-1692), воевода в Соликамске (1698)[9][10][11].